# Gorilla Monsoon
Gorilla Monsoon, właśc. Robert James Marella (ur. 4 czerwca 1937 w Rochester, zm. 6 października 1999 w Willingboro) – amerykański wrestler włoskiego pochodzenia.

## Życiorys

### Wczesne życie i edukacja
Robert James Marella, znany też jako Gino Marella urodził się 4 czerwca 1937 roku w Rochester w stanie Nowy Jork. Jego rodzice byli włoskiego pochodzenia. W liceum zaczął trenować zapasy.
Studiował wychowanie fizyczne na Ithaca College. W tym czasie nadal trenował zapasy. W 1959 roku zajął drugie miejsce w zawodach zapaśniczych, organizowanych przez National Collegiate Athletic Association w 1959 roku. Na tych samych zawodach pobił rekord uczelni, dokonując przypięcia w 18 sekund.
Po ukończeniu studiów pracował jako nauczyciel wychowania fizycznego.

### Kariera wrestlerska (1959–1981)

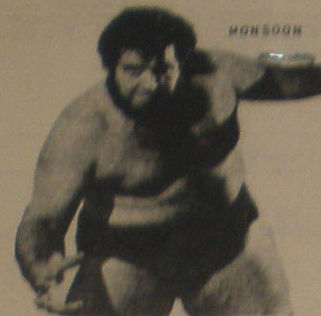
Gorilla Monsoon w stroju wrestlerskim w 1970 roku

Jego kariera wrestlerska zaczęła się w 1959 roku na arenie Rochester War Memorial Arena. Pracował dla organizatorów walk wrestlingu Vincenta Jamesa McMahona i Tootsa Mondta. W swoim pierwszym występie został przedstawiony jako Gorilla Monsoon (z ang. Goryl Monsun), były azjatycki mistrz, pochodzący z Mandżurii. Miał też menadżera Wilda Reda Berrego. Gorilla Monsoon od początku był heelem i udawał dzikusa. Jego charakterystycznymi ruchami były Manchurian Splash i Airplane Spin. W swoim debiucie dokonał szybkiego przypięcia swojego przeciwnika Pauncho Lopeza.
14 listopada 1963 roku z Killerem Kowalskim zdobył mistrzostwo drużynowe United States Tag Team Championship, pokonując Skulla Murphyego i Brute'a Bernarda w Waszyngtonie. 18 listopada zmierzył się z mistrzem Heavyweight Bruno Sammartino w starym Madison Square Garden. Ich walka trwała 90 minut i zakończyła się bez rozstrzygnięcia. 28 grudnia w Teaneck w stanie New Jersey Monsoon i Kowalskim stracili mistrzostwo drużynowe, przegrywając walkę z tag teamem Tolos Brothers.
W kwietniu 1965 roku ponownie zdobył mistrzostwo drużynowe United States Tag Team Championship, tym razem z Cowboyem Billem Wattsem, pokonując Gene'a Kiniskiego i Waldo Von Ericha. Trzy miesiące później mistrzowie stracili tytuł, przegrywając z Miller Brothers.
W 1969 roku Gorilla Monsoon miał swój face turn w telewizji. Został zaatakowany przez The Sheika, kreowanego na jeszcze większego heela. Na ratunek przybył mu były rywal Bruno Sammartino. Wkrótce Monsoon odprawił menadżera Wilda Reda Berrego i zaczął zachowywać się bardziej jak face, zyskując aprobatę publiczności.

### Kariera prezentera i komentatora wrestlingu (po 1981)
W 1981 roku zakończył karierę wrestlerską. Vincent James McMahon powierzył mu rolę konferansjera i komentatora. Często występował w duecie z Jessem Venturą.
Od początku istnienia organizacji wrestlingu WWF był jej częściowym udziałowcem. Vincent James McMahon planował, że Gorilla Monsoon zostanie jego następcą jako właściciel firmy. W 1982 roku Vincent Kennedy McMahon wykupił jego udziały.
Razem z Bobbym Heenanem współprowadził program Prime Time Wrestling w USA Network. Tworzyli duet komediowy, w którym Heenan był heelem, a Monsoon face'em. Ich współpraca zakończyła się w 1993 roku, kiedy Monsoon wyrzucił manifestacyjnie Heenana z Manhattan Center.
W 1994 roku został wprowadzony przez Jima Rossa do WWF Hall of Fame.
W 1995 roku został w kayfabe prezesem WWF, jednak zrezygnował ze stanowiska w 1997 roku ze względu na pogarszający się stan zdrowia.

## Życie prywatne
Po jego śmierci gazeta The New York Times podała informację, że przeżyła go żona Maureen Marella, dwie córki, Sharon Byrne z Marlton w New Jersey i Valerie Marella z Willingboro, syn Victor Quiones z San Juan w Portoryko, jego matka Connie Marella z Las Vegas w Newadzie, trzy siostry i czworo wnucząt.
Jego syn Joey Marella został sędzią wrestlerskim i wykonywał ten zawód aż do swojej przedwczesnej śmierci w wypadku drogowym w 1999 roku.

## Choroba i śmierć
Chorował na cukrzycę i miał dolegliwości serca. Zmarł 6 października 1999 roku w swoim domu w Willingboro w stanie New Jersey z powodu zawału mięśnia sercowego. Został pochowany na cmentarzu Lakeview Memorial Park w Cinnaminson w New Jersey.

## Kultura masowa
Wrestler Boiled Haggerty wcielał się w postać wzorowaną na Gorilli Monsoonie w filmie Micki i Maude z 1984 roku.
Pojawił się w 5. sezonie w grze WWE SuperCard.

## Mistrzostwa i osiągnięcia

### Zapasy
- Galeria sław uczelni Ithaca College (1973)[1]
- National Wrestling Hall of Fame and Museum (2011)[8]

### Pro wrestling
- American Wrestling Alliance
  - AWA San Francisco United States Heavyweight Championship (1 raz)[9]
- Capitol Sports Promotions
  - WWC North American Heavyweight Championship (2 razy)[9]
- George Tragos/Lou Thesz Professional Wrestling Hall of Fame (2011)[10]
- Professional Wrestling Hall of Fame and Museum (2010)[11]
- World Championship Wrestling
  - IWA World Heavyweight Championship (1 raz)[9]
- World Wide Wrestling Federation
  - WWWF United States Tag Team Championship (2 razy) – z Killerem Kowalskim (1 raz) i z Cowboyem Billem Wattsem (1 raz)[9]
  - WWF Hall of Fame (1994)[10]
- World Wrestling Alliance
  - WWA World Tag Team Championship (1 raz) – z Lukiem Grahamem i El Mongolem[9]